# أحداث مانيبور 2023
جرت أحداث عنف في مانيبور في مايو 2023، حيث وقع صدام عرقي بين شعب ميتي من غير القبائل وشعب كوكي القبلي المسيحي (وهو صدام مستمر من السابق). اندلع العنف في 3 مايو 2023 في ولاية مانيبور شمال شرق الهند مما أسفر عن مقتل 54 شخصًا على الأقل. بدأت الأحداث في منطقة تشوراشاندبور خلال "مسيرة التضامن القبلي" التي دعا إليها اتحاد الطلاب القبليين (ATSUM) للاحتجاج على منح الحجوزات لمجتمع الميتي ذي الأغلبية.
نُشر أفراد من قوات بنادق آسام Assam Rifles والجيش الهندي في الولاية لاستعادة القانون والنظام. جرى تعليق خدمات الإنترنت في الولاية لمدة 5 أيام وتفعيل القسم 144 من قانون العقوبات الهندي. وأُعطيت القوات الهندية أوامر "بإطلاق النار من على مرمى البصر" لتطبيق حظر التجول.

## خلفية
في فبراير 2023، بدأت حكومة الولاية -التي تنتمي لحزب بهاراتيا جاناتا- حملة إخلاء في مناطق تشوراشاندبور، وكانغبوكبي، وتنغنوبال، معلنةً أن سكان الغابات مُتعدون واعتُبروا مناهضين للقبائل. في مارس 2023، أصيب خمسة أشخاص في اشتباك عنيف في توماس جراوند في منطقة كانجبوكبي حيث تجمع المتظاهرون لعقد مسيرة ضد "التعدي على الأراضي القبلية باسم الغابات المحمية والغابات المحمية وملاذ الحياة البرية". في نفس الشهر، انسحب مجلس الوزراء في مانيبور من اتفاقات وقف إطلاق النار مع جيش كوكي الوطني Kuki National Armyوجيش زومي الثوري Zomi Revolutionary Army. بينما صرح مجلس الوزراء أن الحكومة لن تتنازل عن "الخطوات المتخذة لحماية موارد الغابة لحكومة الولاية والقضاء على زراعة الخشخاش".
في 11 أبريل 2023، في مستعمرة إيمفال القبلية، هُدم ثلاث كنائس لأنها "منشآت غير قانونية" على أرض حكومية، مما أدى إلى مزيد من السخط وزاد من العداوات من كلا الجانبين.
في 20 أبريل 2023، وجه قاض واحد في محكمة مانيبور العليا حكومة الولاية إلى "النظر في طلب مجتمع شعب الميتي ليجري تضمينه في قائمة القبائل المُجَدولة (Scheduled TribesST)." مما زاد مخاوف قبائل Kukis من أن إدراج شعب الميتي ضمن القبائل المجدولة ST سيسمح للميتي بشراء الأراضي في مناطق التلال hilly areas المحظورة.
يُحظر على الميتي، الذين هم إلى حد كبير من الهندوس ويشكلون 53 ٪ من السكان، الاستقرار في المناطق الجبلية في الولاية وفقًا لقانون إصلاح الأراضي في مانيبور الذي يقصر إقامتهم في وادي إمفال، ويشكلون 10 ٪ من أرض الولاية. السكان القبليون، الذين يتألفون من قبائل الكوكي و ناغا Nagas، الذين يشكلون حوالي 40 ٪ من سكان الولاية البالغ عددهم 3.5 مليون نسمة، يقيمون في المناطق الجبلية المحمية التي تُشكل الـ 90 ٪ المتبقية من الولاية. السكان القبليون ليسوا ممنوعين من الاستقرار في منطقة الوادي.
يشك أهالي الميتي في الولاية بحدوث زيادة هائلة في عدد السكان القبليين في الولاية "لا يمكن تفسيرها بالولادة الطبيعية". وقد طلبوا تطبيق السجل الوطني للمواطنين (NRC) في الولاية لتحديد الهجرة غير الشرعية من ميانمار. يقول الكوكي أن الهجرة غير الشرعية هي ذريعة يريد سكان الميتي بموجبها طرد السكان القبليين من أراضيهم. بينما يسيطر الكوكي على ملكية الأرض، ويهيمن الميتي على السلطة السياسية في الجمعية التشريعية في مانيبور حيث يسيطرون على 40 من أصل 60 مقعدًا.
كانت النزاعات على الأراضي والهجرة غير الشرعية السبب الرئيسي للتوترات القائمة منذ عقود. وفقًا لأحد محللي الصراع، فإن التنصير السريع لسكان القبائل في مانيبور قد ساهم في الفجوة الاجتماعية والثقافية بين المجموعتين في الولاية.

## أحداث العنف
كان من المقرر أن يزور رئيس وزراء مانيبور، ن. بيرين سينغ، تشوراشاندبور في 28 أبريل ويفتتح صالة رياضية مفتوحة. ولكن في 27 أبريل، قبل أن يجري الافتتاح، أضرم المتظاهرون النار في الصالة الرياضية. جرى تفعيل القسم 144 من قانون العقوبات الهندي لمدة 5 أيام واشتبكت الشرطة مع المتظاهرين في 28 أبريل. وفُرض حظر التجول في ثماني مقاطعات في مانيبور، بما في ذلك مناطق إمفال الغربية التي لا يهيمن عليها القبائل، وكاكشينج، وثوبال، وجريبام، وبيشنوبور، بالإضافة إلى مناطق تشوراشاندبور التي تسيطر عليها القبائل، وكانغبوكبي، وتنجنوبال.

### أعمال الشغب
في خضم التوترات الطويلة الأمد بين شعبي الميتي و الكوكي، دعت منظمة تابعة للكوكي تُدعى "اتحاد طلاب مانيبور All Tribal Student Manipur (ATSUM)"، التي عارضت قرار محكمة مانيبور العليا، إلى مسيرة بعنوان "Tribal Solidarity March" في 3 مايو، التي تحولت إلى أعمال عنف في منطقة تشوراشاندبور. وبحسب ما ورد شارك أكثر من 60 ألف متظاهر في هذه المسيرة.
خلال أعمال العنف التي وقعت في 3 مايو، تعرضت مساكن وكنائس سكان قبيلة كوكي في الغالب للهجوم في المناطق غير القبلية. وبحسب الشرطة، فقد تعرضت منازل كثيرة لسكان القبائل في امفال للهجوم وجرى تهجير 500 ساكن واضطروا للاحتماء في لامهيلبات Lamphelpat. كما اضطر حوالي ألف من الميتي المتضررين من العنف إلى الفرار من المنطقة واللجوء إلى Bishnupur. جرى إحراق عشرين منزلا في مدينة كانغبوكبي. ولوحظت أعمال عنف في تشوراشاندبورا، وكاكشينج، وكانشيبور، وسويبام ليكاي، وتينوجوبال، ولانغول، وكانجبوكبي، وموريه، بينما تركز معظمها في وادي إمفال حيث أُحرقت ودُمرت العديد من المنازل وأماكن العبادة وغيرها من الممتلكات.
في 4 مايو، أُبلغ عن حالات جديدة من العنف. واضطرت قوات الشرطة إلى إطلاق عدة رشقات من الغاز المسيل للدموع للسيطرة على مثيري الشغب. تعرض MLA Vunzjagin Valte (من حزب بهاراتيا جاناتا) وهو ممثل المقر القبلي للكوكي في Churachandpur للهجوم أثناء أعمال الشغب أثناء عودته من أمانة الولاية. أفادت الأنباء أن حالته حرجة في 5 مايو، بينما توفي شخص كان يرافقه. قال كولديب سينغ، المستشار الأمني لحكومة مانيبور، إن أكثر من 500 منزل والعديد من المركبات قد احترقت خلال أعمال العنف.

### الانتشار العسكري والإجلاء
أصدرت حكومة مانيبور أمر إطلاق نار في 4 مايو لفرض حظر التجول. وبحلول نهاية 3 مايو، نُشر 55 طابورًا من قوات بنادق أسام والجيش الهندي في المنطقة وبحلول 4 مايو، نُقل أكثر من 9 آلاف شخص إلى مواقع أكثر أمانًا. بحلول 5 مايو، نُقل قرابة 20 ألف شخص وبحلول 6 مايو، وصل العدد إلى 23 ألف شخص نُقلوا إلى مواقع آمنة تحت إشراف عسكري. نقلت الحكومة المركزية جواً 5 سرايا من قوات التدخل السريع إلى المنطقة. ونُشر ما يقرب من 10 آلاف من قوات الجيش والقوات شبه العسكرية وقوات الشرطة المسلحة المركزية في مانيبور. في 4 مايو، استندت الحكومة المركزية إلى المادة 355، البند الأمني في الدستور الهندي وتولت الوضع الأمني في مانيبور.
اشتبك العديد من المسلحين المتمركزين في التلال مع كتيبة الاحتياط الهندية التي قُتل فيها خمسة مسلحين. وفي مواجهة منفصلة قُتل أربعة مسلحين. وأفاد مصدر صحفي أنه جرى تدمير أو إحراق ما لا يقل عن 27 كنيسة.
ونُشرت طائرات بدون طيار في الولاية للاستطلاع الجوي فيما خُفّف حظر التجوال لفترة محدودة في الصباح من يوم 7 مايو.
حتى 7 مايو، كان العدد الرسمي المُبلغ عنه من القتلى قد وصل إلى 54 قتيلًا.

## ردود الفعل
ذكر رئيس وزراء مانيبور بيرين سينغ أن أعمال الشغب حرَّض عليها "سوء تفاهم سائد بين طائفتين" وناشد استعادة الحياة الطبيعية.
دعا شاشي ثارور، عضو البرلمان، إلى تعليق حكم حكومة الولاية وتنفيذ حكم الرئيس President's ruleوألقى باللوم على الحكومة التي يقودها حزب بهاراتيا جاناتا لفشلها في حكم الدولة.
أعرب بيتر ماتشادو، رئيس أساقفة مدينة بنغالور، عن قلقه من أن المجتمع المسيحي يشعر بعدم الأمان، مضيفًا أن "سبع عشرة كنيسة إما تعرضت للتخريب أو التدنيس".
قامت ماري كوم الحائزة على الميدالية الأولمبية، وهي من مواليد مانيبور، بنشر تغريدة نداء لطلب المساعدة في ولايتها. وألغى وزير الشؤون الداخلية في حكومة الاتحاد أميت شاه برامج حملته الانتخابية لانتخابات كارناتاكا وعقد اجتماعات مع بيرن سينغ لمتابعة الوضع في مانيبور.
قدَّم Dinganglung Gangmei، وهو عضو في حزب بهاراتيا جاناتا، التماسًا إلى المحكمة العليا في الهند ضد توصية المحكمة العليا لحكومة الولاية بإضافة أفراد الميتي إلى قائمة القبائل المجدولة.